# ابرسازه
ابر سازه (به انگلیسی: Megastructure) به سازهٔ ساخته‌شده توسط انسان می‌گویند که بسیار بزرگ‌تر از سازه‌های معمولی قابل تصور، ساخته‌شده است. این واژه، گاهی برای ساختمان‌های بزرگ و گاهی برای سازه‌هایی خیالی مانند سفینه یا کشتی‌های بزرگ فضایی استفاده‌می‌شود. مهندسی ابر سازه و مهندسی فضایی راه‌های ساخت ابر سازه‌ها را به گونه علمی مشخص می‌کنند.